# Dražen Petrović
Dražen Petrović (IPA [drǎʒen pětroʋitɕ]; Sebenico, 22 ottobre 1964 – Denkendorf, 7 giugno 1993) è stato un cestista jugoslavo proveniente dalla Croazia.
Con la Jugoslavia fu campione del mondo e d'Europa nonché vincitore di argento e di bronzo olimpico; si aggiudicò un ulteriore argento olimpico con la Croazia nel 1992 contro il Dream Team statunitense.
La sua carriera fu interrotta a soli 28 anni da un incidente mortale in Germania di rientro da un incontro internazionale per la Croazia.

## Biografia
Cugino di secondo grado di Dejan Bodiroga, anche suo fratello maggiore Aleksandar è stato un cestista.

### Morte

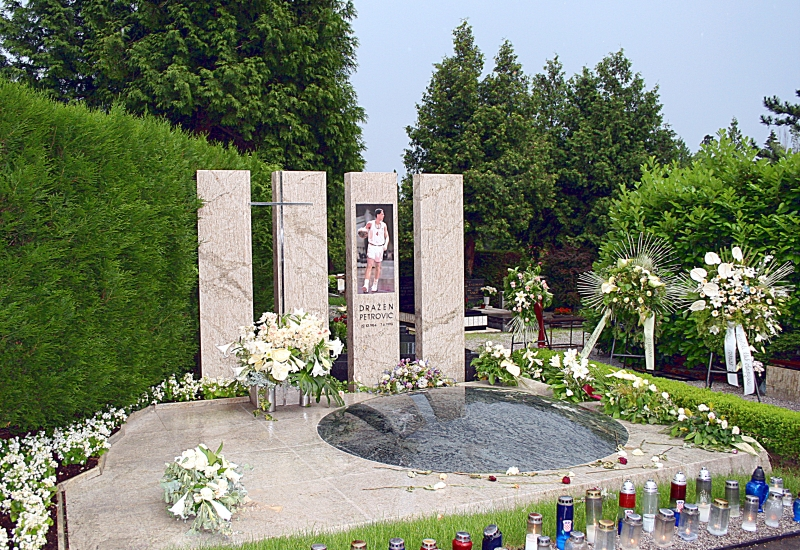
La tomba di Petrović

Dopo una partita di qualificazione con la Polonia Petrović scelse di tornare in Croazia in automobile invece di viaggiare in aereo con il resto della squadra.
Nel pomeriggio del 7 giugno 1993, nei pressi di Denkendorf, in Baviera, la Volkswagen Golf guidata dalla sua fidanzata Klara Szalantzy (futura moglie del calciatore tedesco Oliver Bierhoff) impattò violentemente contro un camion il cui guidatore aveva invaso la corsia opposta alla propria per evitare la collisione con un altro veicolo, mettendosi di traverso sull'intera carreggiata.
Nello scontro Petrović, che era addormentato sul sedile del passeggero, rimase ucciso sul colpo mentre la fidanzata e un'altra viaggiatrice nella Golf rimasero ferite.
Secondo il rapporto della polizia stradale, Petrović non indossava la cintura di sicurezza e la visibilità sul luogo del sinistro era pessima.
La NBA osservò il lutto su tutti i campi e i Nets ritirarono la maglia numero 3. In Croazia è tuttora considerato un eroe nazionale, un personaggio-simbolo della giovane nazione e il 7 giugno è giornata di lutto nazionale. Nel 2010 la rete televisiva americana ESPN ha prodotto un film-documentario intitolato Once Brothers, che vede come protagonisti il serbo Vlade Divac e lo stesso Petrović, trattando l'amicizia tra i due campioni, le loro carriere in nazionale e in NBA, la difficoltà nel loro rapporto durante le guerre jugoslave.

## Caratteristiche tecniche
Soprannominato "il diavolo di Sebenico" e "il Mozart dei canestri", è uno dei migliori cestisti europei di tutti i tempi e tra i primi a imporsi in NBA. Il suo stile di gioco era prettamente individualista, ricco di uno-contro-uno, con un tiro perfetto e veloce. Giocava nel ruolo di guardia.

## Carriera

### I primi passi
Il quindicenne Dražen inizia la sua carriera come riserva del Sibenik allenato da Zoran 'Moka' Slavnić, per poi tornare titolare l'anno seguente. Trascina due anni più tardi il suo piccolo club alla finale di Coppa Korać, persa con il Limoges, giocata a Padova nel 1982.

### Cibona Zagabria
A venti anni Mirko Novosel, coach del Cibona Zagabria, squadra in cui gioca il fratello di Dražen, Aza, lo convince a raggiungerlo nel team in quel momento campione nazionale. L'impatto di Dražen è impressionante. Nella lega jugoslava segna 43,3 punti a partita, trascinando la squadra al titolo e conquistando due Coppe Campioni, un European Cup, un campionato di Jugoslavia, più varie coppe nazionali e titoli personali. Il 5 ottobre 1985, nella prima giornata della YUBA liga 1985-1986, segnò 112 punti contro l'Olimpija Ljubljana.

### Real Madrid
Arriva al Real nel 1988 con un contratto di quattro milioni di dollari l'anno, una cifra per l'epoca assolutamente spropositata. Petrović è ormai considerato il più forte giocatore europeo. A Madrid riprende ciò che ha fatto fino ad allora con il Cibona. Durante la stagione trascorsa al Real, gioca una serie di cinque partite consecutive (con cinque vittorie di squadra), in cui totalizza 207 punti (41,4 in media a partita) e scrive nuovi record (ancora oggi imbattuti) come i 42 punti di gara-4 della finale scudetto e gli otto assist di gara-2.
Nel 1989 il Real Madrid incontra nella finale di Coppa delle Coppe la Snaidero Caserta di Gentile, Esposito e Oscar Schmidt. I madrileni vincono per 117-113 e Petrović mette a referto 62 punti. Dopo avere vinto l'argento olimpico a Seul 1988 e l'Europeo casalingo del 1989, Petrović trascina la Jugoslavia all'oro ai Campionati del mondo di Buenos Aires nel 1990.

### NBA

#### Portland Trail Blazers
Terminata la stagione 1989 sceglie l'avventura NBA, in un periodo in cui gli europei si contavano sulle dita di una mano. Nella sua prima intervista a Sports Illustrated dichiara: "in Europa sono il più forte e ho vinto tutto. Non mi interessa continuare a vincere e a collezionare coppe. Cerco altre sfide e voglio dimostrare di potere giocare anche nell'NBA". Va a Portland, squadra di Clyde Drexler, allenata da Rick Adelman che finirà la regular season con un record di (59-23) il 2° migliore della lega,con un contributo di Petrovic uscendo dalla panchina anche durante i NBA Playoffs 1990 che vedono la sua squadra riuscire a qualificarsi per la finale NBA (persa con Detroit per 4-1). Tuttavia il clima attorno a lui non è dei migliori: alcuni suoi compagni pensano infatti che in campo sia troppo egoista.
Il suo minutaggio nella seconda stagione scese ancora passando dai 13 minuti di media giocati a partita della prima stagione, ai 7 minuti nella seconda stagione, giocando solo 18 partite su 38, anche a causa dell'acquisto di Danny Ainge che si andava a sommare a un pacchetto di guardie molto forti che comprendeva già Clyde Drexler e Terry Porter.
Petrovic chiese di essere ceduto e Portland intavolò uno scambio a tre squadre che lo fece arrivare ai New Jersey Nets, dove la sua carriera in NBA vedrà una svolta significativa.

#### New Jersey Nets
Nel gennaio 1991, approdato ai Nets allenati da Bill Fitch, che mancavano la post-season dal 1986 ma che avevano draftato la prima scelta al Draft 1990 Derrick Coleman, Petrović ricevette quel minutaggio che gli era mancato con i Blazers, ma nei primi mesi sempre uscendo dalla panchina, giocando 21 minuti di media e realizzando 12,6 punti a partita: una delle percentuali punti/minuti più alte dell'NBA. Petrovic stava iniziando a dimostrare che la sua fama europea non era un'illusione;
Nella stagione successiva NBA 1991-1992 con l'ingaggio della seconda scelta al draft 1991 Kenny Anderson i Nets migliorarono ulteriormente e Petrovic verrà inserito per tutta la stagione in quintetto come titolare, giocando tutte e 82 le partite con il minutaggio che crebbe ancora a 37 minuti a partita segnando 20,6 punti per gara e tirando con il 51% dal campo e il 45% da 3 punti: il croato aiutò la giovane squadra dei Nets a raggiungere il sesto posto ad est qualificandosi ai playoff. Ai NBA Playoffs 1992 contro i Cleveland Cavaliers mise a segno 40 punti nella sconfitta in gara 1, calando poi nella serie persa 3-1.
Petrović si affermò come una delle migliori guardie in prospettiva futura. In un'occasione Vernon Maxwell, guardia degli Houston Rockets, dichiarò nel prepartita: "Deve ancora nascere un europeo bianco che mi faccia il c..o". Dražen in risposta realizzò 44 punti. È proprio l'anno successivo alle Olimpiadi spagnole che Petrović deluso dal fatto che i New Jersey Nets non gli avessero ancora proposto il prolungamento del contratto in scadenza, e dalla mancanza di riconoscimento ricevuto in NBA, stava pensando di tornare a giocare in Europa, soprattutto in Grecia dove aveva già delle proposte.
La stagione successiva NBA 1992-1993 i Nets ingaggiarono l'allenatore Chuck Daly, due volte campione NBA con i Detroit Pistons, e la squadra migliorò ulteriormente, finendo la regular season con un record di (43-39) accedendo ai playoff come sesta squadra ad est; i punti realizzati da Petrovic aumentarono ancora a 22,3 di media a partita, l'11° più alta dell'NBA. Ai NBA Playoffs 1993 i Nets incontrarono ancora i Cavaliers e stavolta si arresero per 3 gare a 2.
Ormai Dražen era una stella riconosciuta anche dall'altra parte dell'oceano. Divenne famoso anche per i suoi tiri da tre. L'ultimo anno ai Nets lo aveva consacrato definitivamente tra i migliori giocatori della lega americana: pur non avendo ricevuto la convocazione per l'All-Star Game la guardia croata venne inserita nel terzo quintetto NBA, primo europeo a riuscirvi e secondo non statunitense di sempre dopo il nigeriano Hakeem Olajuwon.

### Nazionale
Con giocatori del calibro di Dino Rađa, Toni Kukoč e Arijan Komazec la Croazia conquistò l'argento alle Olimpiadi di Barcellona nel 1992, perdendo solo in finale contro il fenomenale Dream Team statunitense, che per la prima volta schierava i professionisti della NBA al gran completo.
Petrovic ha ancora oggi la terza miglior percentuale di sempre al tiro da tre punti nella storia dell'NBA con il 43,74%.

## Statistiche

### NBA

#### Regular Season
| Anno      | Squadra             | PG  | PT  | MP   | TC%  | 3P%  | TL%  | RP  | AP  | PRP | SP  | PP   |
| --------- | ------------------- | --- | --- | ---- | ---- | ---- | ---- | --- | --- | --- | --- | ---- |
| 1989-1990 | Portland T. Blazers | 77  | 0   | 12,6 | 48,5 | 45,9 | 84,4 | 1,4 | 1,5 | 0,3 | 0,0 | 7,6  |
| 1990-1991 | Portland T. Blazers | 18  | 0   | 7,4  | 45,1 | 16,7 | 68,2 | 1,0 | 1,1 | 0,3 | 0,0 | 4,4  |
| 1990-1991 | N.J. Nets           | 43  | 0   | 20,5 | 50,0 | 37,3 | 86,1 | 2,1 | 1,5 | 0,9 | 0,0 | 12,6 |
| 1991-1992 | N.J. Nets           | 82  | 82  | 36,9 | 50,8 | 44,4 | 80,8 | 3,1 | 3,1 | 1,3 | 0,1 | 20,6 |
| 1992-1993 | N.J. Nets           | 70  | 67  | 38,0 | 51,8 | 44,9 | 87,0 | 2,7 | 3,5 | 1,3 | 0,2 | 22,3 |
| Carriera  | Carriera            | 290 | 149 | 26,4 | 50,6 | 43,7 | 84,1 | 2,3 | 2,4 | 0,9 | 0,1 | 15,4 |

#### Massimi in carriera NBA
Regular Season
- Massimo di punti: 44 vs Houston Rockets (24 gennaio 1993)
- Massimo di rimbalzi: 9 vs Chicago Bulls (12 dicembre 1992)
- Massimo di assist: 9 vs Orlando Magic (14 novembre 1992)
- Massimo di palle rubate: 6 vs Philadelphia 76ers (15 gennaio 1993)
- Massimo di stoppate: 2 (2 volte)

#### Playoffs
| Anno     | Squadra             | PG | PT | MP   | TC%  | 3P%  | TL%  | RP  | AP  | PRP | SP  | PP   |
| -------- | ------------------- | -- | -- | ---- | ---- | ---- | ---- | --- | --- | --- | --- | ---- |
| 1990     | Portland T. Blazers | 20 | 0  | 12,7 | 44,0 | 31,3 | 58,3 | 1,6 | 1,0 | 0,3 | 0,0 | 6,1  |
| 1992     | N.J. Nets           | 4  | 4  | 40,8 | 53,9 | 33,3 | 84,6 | 2,5 | 3,3 | 1,0 | 0,3 | 24,3 |
| 1993     | N.J. Nets           | 5  | 5  | 38,6 | 45,5 | 33,3 | 80,0 | 1,8 | 1,8 | 0,4 | 0,0 | 15,6 |
| Carriera | Carriera            | 29 | 9  | 21,0 | 47,4 | 32,4 | 69,6 | 1,8 | 1,4 | 0,4 | 0,0 | 10,2 |

#### Massimi in carriera NBA
Playoffs
- Massimo di punti: 40 vs Cleveland Cavaliers (23 aprile 1992)
- Massimo di rimbalzi: 5 vs San Antonio Spurs (15 maggio 1990)
- Massimo di assist: 6 vs Cleveland Cavaliers (28 aprile 1992)
- Massimo di palle rubate: 2 vs Cleveland Cavaliers (30 aprile 1992)
- Massimo di stoppate: 1 vs Cleveland Cavaliers (25 aprile 1992)

## Palmarès

### Club

#### Competizioni nazionali
- YUBA liga: 1

Cibona Zagabria: 1984-85
- Coppa di Jugoslavia: 3

Cibona Zagabria: 1985, 1986, 1988
- Copa del Rey: 1

Real Madrid: 1989

#### Competizioni internazionali
- Coppa dei Campioni: 2

Cibona Zagabria: 1984-85, 1985-86
- Coppa delle Coppe: 2

Cibona Zagabria: 1986-87
Real Madrid: 1988-89

### Nazionale
- Argento olimpico: 2

Seul 1988, Barcellona 1992
- Bronzo olimpico: 1

Los Angeles 1984
- Oro mondiale: 1

Argentina 1990
- Bronzo mondiale: 1

Spagna 1986
- Oro europeo: 1

Jugoslavia 1989
- Bronzo europeo: 1

Grecia 1987

### Individuale
- FIBA World Cup MVP: 1

1986
- FIBA EuroBasket MVP: 1989
- Miglior Marcatore Finale Coppa dei Campioni (1985)
- All-NBA Team: 1

Third Team: 1993
- FIBA World Cup All-Tournament Teams: 1

1986
- FIBA EuroBasket All-Tournament Teams: 1

1989
- Miglior Marcatore McDonald's Open (1988)
- FIBA's 50 Greatest Players (1991)
- Ordine olimpico (1993)
- 50 Greatest EuroLeague Contributors (2008)
- Inserito nel Naismith Memorial Basketball Hall of Fame nel 2002
- Inserito nel FIBA Hall of Fame nel 2007